# Dialetto ionico
Il dialetto ionico (in greco antico: Ἰὰς διάλεκτος?) è uno dei principali gruppi linguistici del greco antico, insieme all'attico, all'eolico, al dorico, al greco nordoccidentale e all'arcado-cipriota.

## Area linguistica di diffusione - storia
Lo ionico veniva parlato nelle isole Cicladi in Asia Minore (antico nome dell'Anatolia), sulle coste del Mare Egeo, in una regione che coloni greci di stirpe ionica cominciarono a popolare a partire dal 1000 a.C. in poi. La contiguità geografica e strutturale dello Ionico con l'Attico induce gli studiosi a pensare allo ionico-attico come a un continuum di dialetti irradiantisi dall'Attica fino all'Asia minore egea. Tuttavia, fra lo ionico propriamente detto e l'attico si avvertono differenze ben definite. 
Dal nucleo originario egeo, lo ionico si diffonde in tutte le colonie greche mediterranee di origine ionica, in particolare in quelle fondate da Focea e Mileto. Tuttavia, da tempo, in età classica, l'interazione fra le popolazioni greche e il retroterra asiatico, nonché la presenza di diffuse relazioni commerciali fra le stirpi greche, aveva fornito al dialetto ionico delle colonie greche d'Asia Minore un colorito alquanto misto. Col tempo, anche molte colonie ioniche dell'Italia meridionale tendono a perdere la loro caratteristica dialettale arcaica, dorizzandosi o subendo influssi dal mondo italico retrostante.
Lo ionico tuttavia ha una sua fortissima vitalità come lingua base del dialetto artificiale misto del genere epico (Omero), dell'elegia (Mimnermo, Solone, la lingua epica omerizzante mista di ionismi e dorismi di Tirteo), del giambo (Archiloco, lo ionico misto a prestiti lidii di Ipponatte), come lingua della filosofia (filosofi presocratici, fra cui Talete Anassimandro, Anassimene, Parmenide Eraclito) e della scienza medica (Ippocrate e corpus Hippocraticum), come lingua della favola (il vero Esopo, per noi perduto, scriveva in puro ionico -a noi restano tarde redazioni attiche delle sue favole), come lingua della prima storiografia (Ecateo di Mileto, e soprattutto Erodoto).
Dopo l'ellenizzazione massiva del Mediterraneo antico, dovuta alle conquiste di Alessandro Magno, sarà un dialetto attico fortemente intriso di ionismi morfo-sintattici a dominare la scena linguistica della grecità, trasformandosi nella cosiddetta διάλεκτος κοινή, il greco comune, lingua franca del Mediterraneo orientale, da cui derivano il greco medievale e moderno.

## Alfabeto
L'alfabeto ionico si distingue nettamente da quello usato in Attica e in Eubea nell'antichità, prima della seconda metà del VI secolo a.C. Esso distingue infatti la e lunga dalla e breve, usando i caratteri riadattati Η Ε. Inoltre, marca la consonante doppia x con il segno Ξ. L'alfabeto attico arcaico invece marcava originariamente con Η l'aspirazione iniziale, e non distingueva le e e le o lunghe e brevi.
Rispetto ad altri dialetti greci, sia l'alfabeto ionico che quello attico marcano la n che precede una gutturale con un γ (gamma nasale). Così, ad esempio, l'antico nome di Messina, Zancle, sulle monete di coniazione non ionica, è scritto ΔΑΝΚΛΗ, anziché ΖΑΓΚΛΗ. L'alfabeto latino deriva, attraverso la mediazione dell'etrusco, da un alfabeto calcidese (cumano) riadattato; l'alfabeto greco attuale è in sostanza quello usato in molte colonie ioniche nell'antichità. Esso ha scalzato tutti gli altri alfabeti detti epicorici, cioè regionali.
L'alfabeto ionico fu introdotto ad Atene da Archino nel 403/402 a.C., sotto l'arcontato di Euclide, e di lì si diffuse nel resto della Grecia, soprattutto in età ellenistica.

## Caratteristiche fonetiche
Le distinzioni fonetiche fra attico e ionico sono evidenti. Qui si mostreranno le più note ed essenziali.

### Vocalismo
1. Rispetto all'attico, lo ionico muta sistematicamente in η l'α lungo (etacismo), anche quando esso è preceduto da ε, ι, o ρ. Pertanto lo ionico, a differenza dell'attico non ammette la sistematica distinzione fra α puro e α impuro, il che ha conseguenze determinanti sul piano morfologico. Per questa ragione, lo ionico ha ad esempio πείρη dove l'attico ha πείρα, o Πιερίη dove l'attico ha Πιερία.
Tale innovazione linguistica è propria solo e soltanto dello ionico. Essa si è verificata verosimilmente nella Ionia microasiatica (costa anatolica sul mare Egeo) intorno al X secolo a.C. al più tardi. In quell'epoca infatti i Greci ebbero contatti con i Medi. In iranico, il nome dei Medi è Mādā. Ma, poiché gli Ioni li chiamano Mῆδoι, evidentemente, la trasformazione dell'α lungo in η era in atto quando il contatto indiretto fra le poleis greche e i popoli iranici avvenne. In Attica l'innovazione risparmiò i cosiddetti casi di  α puro. Questo accadde perché l'Attica si trovava al confine fra la zona dell'innovazione linguistica (il mondo ionico) e la Grecia continentale e l'area degli Eoli, dove l'α, se si allunga, resta immutato di timbro (cfr. ad esempio ciò che accade in dorico). Per tale ragione, l'Attico ha una sorta di situazione "mista".
2. Un'altra caratteristica dello ionico è la generalizzazione di fenomeni di dittongazione delle vocali ε e ο, che si presentano spesso come ει e ου (in realtà, si dovrebbe parlare di allungamento delle vocali brevi chiuse, poiché già in età classica i dittonghi ει e ου corrispondevano, in tutto il mondo ellenico, ai suoni /e:/ ed /o:/) là dove l'attico spesso presenta una semplificazione dei dittonghi. Per tale ragione si hanno le seguenti equivalenze: 
- Attico κόρη, "fanciulla", in ionico diviene κούρη
- Attico πέρας, "termine, limite", in ionico diviene πείρας (tale evoluzione si riflette nei derivati, come "illimitato": attico  ὰπέραντος, – in Euripide, Medea –; ionico antico  ὰπείριτος, – in Omero –;  ἄπειρον, – in Anassimandro)

Tali fenomeni di dittongazione e allungamento sono dovuti spesso alla caduta del digamma, o di una nasale davanti al ς interno o finale, e determinano in alcuni casi, fra attico e ionico, vere e proprie oscillazioni prosodiche fra lunga e breve. La situazione è poi complicata dal fatto che spesso, le oscillazioni fra lunga e breve si estendono per analogia articolatoria, senza che sia sempre chiara ed evidente la caduta pregressa di una consonante, e il fenomeno di un allungamento di compenso.
3. Lo ionico inoltre tende a limitare il fenomeno della contrazione fra vocali interne di parola e della crasi al confine di parola, a favore della conservazione di forme non contratte o di contrazioni più trasparenti. Così, nel pronome di prima persona al genitivo, lo ionico avrà ἐμεῦ, dove l'attico ha ἐμοῦ, da ἐμέο. Nei genitivi singolari di temi in sibilante di III declinazione avremo γένεος, invece di γένους (e in generale, tutta la declinazione di questi temi non è contratta). La limitazione dei fenomeni di contrazione fa sì che in ionico la coniugazione dei verbi contratti e la declinazione dei sostantivi contratti sia molto ridimensionata, mentre in attico assume caratteristiche proprie su larga scala.
4. Diffusissimi sono i fenomeni di sineresi e di metatesi di quantità vocalica, nei genitivi singolari di I declinazione maschili e nei genitivi plurali femminili (es.: Καμβύσεω, da Καμβυσῆο -molto usato da Erodoto nelle sue Storie-, Μούσεων -diffusamente attestato, ad esempio in Archiloco- da Μουσάων, arcaismo relitto di età micenea diffusamente attestato in Omero ed Esiodo).
Mancano per converso i fenomeni di metatesi di quantità vocalica, che caratterizzano la declinazione attica di nomi come λαός, "popolo", che in attico suona λεώς.
5. Lo ionico tende inoltre a limitare il fenomeno della prostesi vocalica, cioè dell'aggiunta di una vocale iniziale alla radice: ad esempio, il pronome dimostrativo κεῖνον "quello", sostituisce l'attico ἐκεῖνον.
6. In ionico appare la monottongazione di αυ in ω: così ad esempio θῶμα "prodigio, meraviglia" per θαῦμα.
7. Talora, per converso, nello ionico più arcaico, attestato nell'epica, i dittonghi lunghi non si semplificano in vocali lunghe (mancano i dittonghi impropri). Così Omero attesta forme antichissime come ῥηίδιος, "facile", e Θρηίκιος "tracio, trace, nato in Tracia".

### Consonantismo (approssimanti e contoidi)
Lo ionico e l'attico perdono il digamma già intorno all'800 a.C., più precocemente rispetto ai dialetti greci continentali che tendono a conservarlo più a lungo: così nel poeta lirico Alcmane si rinviene ϝέπος /'wepos/ "parola", "verso" al posto di ἕπος. La presenza del digamma, ancorché oscurata, si avverte ancora in Omero. La perdita del digamma è successiva all'etacismo: ciò spiega come mai la parola κόρ(ϝ)η ("fanciulla") ha la η preceduta da ρ in attico, contro il fenomeno del cosiddetto alfa puro. La cronologia relativa sembra essere la seguente: intorno al 1000 a.C. o poco dopo, in Attica e in Ionia κόρ(ϝ)α diventa κόρ(ϝ)η. Intorno all'850-800 a.C. il digamma sparisce. In attico lascia come traccia una η irregolare, in ionico la ο si allunga in ου.
Nota
Ciò determina fra l'altro il fatto che alcuni nomi geografici, passati per lo ionico, ne conservino le caratteristiche: così il latino Ītalia deriva dal greco ionico-attico Ἰταλία, con caduta del digamma e psilosi (vedi sotto), a partire dalla denominazione italica Vīt(e)liū, terra del vitello sacro, uītlu (in latino uĭtulus attesta invece una variante con i breve). Questo dato è in buon accordo con l'epoca dei primi contatti degli Ioni con il mondo italico, risalenti all'inizio dell'VIII secolo a.C., quando ormai il digamma in ionico era svanito. Tali contatti non erano tuttavia i primi che una popolazione greca avesse avuto con l'Italia meridionale. Erano infatti certamente esistite stazioni commerciali dei Micenei già nella tarda età del bronzo. Domenico Musti, nella parte introduttiva del suo libro Magna Grecia, ricorda come i coloni greci di età arcaica ravvisassero, negli insediamenti relitto dei Micenei, degli insediamenti troiani.
Lo ionico mostra il fenomeno della psilosi: la caduta di consonanti e semivocali iniziali come digamma, jod, sigma, non determina la comparsa di aspirazione iniziale, sotto forma di spirito aspro. L'attico invece è un dialetto marcatamente non psilotico. Ogni volta che una consonante iniziale cade, in attico compare dunque un'aspirata /h/ (fricativa laringale sorda) sotto forma di spirito aspro. Così per esempio lo ionico ha ἴημι "io getto", letto /'iε:mi/, senza aspirazione, dove l'attico ha ἵημι, letto /'hiε:mi/ con aspirazione.
La legge di Grassmann, che vieta la presenza di consonanti aspirate all'inizio di due sillabe contigue, si trova talora disattesa.
In ionico il gruppo ρσ tende a rimanere dissimilato, mentre in attico diviene ρρ.
In ionico il doppio sigma (σσ) non evolve mai in doppio tau (ττ). Perciò, attico πράττω/πράσσω "agisco, faccio, compio", in ionico suona πρήσσω.
Davanti ad α ο ω ου, l'attico trasforma in π la labiovelare kw dell'antico dialetto greco miceneo (ereditata dall'indoeuropeo), mentre in ionico, nella stessa situazione, si ha genericamente l'evoluzione della labiovelare in κ. Perciò attico πως, "in qualche modo", ionico κως.
Il gruppo consonantico γν viene sistemanticamente semplificato in ν (la vocale precedente si allunga per compenso): così γινώσκω e γίνομαι al posto dell'attico γιγνώσκω, ("conosco", "apprendo" i.e. *gnō, cfr. latino cognosco, inglese know, tedesco kennen) e γίγνομαι ("mi ingenero", "accado", "divengo", i. e. *gen *gn, cfr. latino gigno genui, (g)nascor, sanscrito ajanata, tedesco Kind). Ovviamente, questo mutamento fonetico interferisce col fenomeno del raddoppiamento della radice verbale nel tema del presente (γι-γν da γν), opacizzandolo. Il fenomeno passa nel greco comune, o κοινή, dell'età ellenistica.
In alcune aree di confine fra mondo ionico cicladico ed Attica, ad esempio nell'isola di Eubea (dialetto di Eretria, nell'Eubea settentrionale), la ς finale diventa ρ, ad esempio σκληρότηρ "durezza" invece di σκληρότης (citato da Platone nel dialogo "linguistico" Cratilo), o πείραρ "termine, limite" invece di πείρας. Platone testimonia il rotacismo in fine di parola. Le iscrizioni lo attestano all'interno: così παιρίν al posto di παισίν ("ai figli") e Λυρανίαν al posto di 
Λυσανίαν (nome maschile: "Lisania").
Il σ preconsonantico, che in attico cade, spesso in ionico si conserva: così  σμικρόν, al posto di μικρόν.
Una serie di circostanze casuali, derivanti da mutamenti fonetici e morfologici, determinano, in ionico e in attico, l'innovazione del ν efelcistico, una ν finale di parola, che ha la funzione di evitare lo iato (ad es.: λύουσι-ν davanti a vocale λύουσι davanti a consonante)

## Morfologia
Anche la morfologia distingue lo ionico dall'attico per alcuni fenomeni ben identificabili. Qui ne accenniamo alcuni.

### Semplificazione del sistema dei numeri
Lo ionico tende a non usare il numero duale in età classica, anche se lo conserva diffusamente in età omerica.

### Caratteri peculiari della declinazione nominale
La prima declinazione in ionico non mostra, per le ragioni fonetiche sopra accennate, la distinzione fra alfa puro e impuro.
Il dativo plurale dei nomi mostra diffusamente la terminazione in σι, anche nelle declinazioni tematiche in α e ο, denunciando la sua derivazione da un uso sincretico della desinenza del locativo indoeuropeo, anziché dello strumentale, come in attico. Perciò troveremo λύκ-οισι invece di λύκ-οις.
Nella terza declinazione, strettamente peculiare dello ionico è il fatto che i temi in vocale dolce non mostrano le alterazioni e vocaliche tipiche del dialetto attico, per cui πόλις, genitivo πόλιος invece di πόλεως. Nel dialetto di Erodoto, tuttavia, è stata osservata dagli studiosi una significativa alternanza. Nei nomi astratti, i temi in vocale dolce seguono tendenzialmente una declinazione atticizzante, cosa che non si verifica nei nomi concreti.

### Caratteri distintivi dei pronomi
Il pronome determinativo αὐτός è sostituito, nell'accusativo, dalla forma μιν. Il riflessivo è sostituito da σφιν.
Il pronome relativo, in ionico, appare quasi indistinguibile dall'articolo determinativo -pronome dimostrativo cataforico, dato che forma spesso i casi sul tema pronominale *to-, così come l'articolo stesso.
Il pronome indefinito e interrogativo ha la seguente forma: gen. e dat. sing. τευ τεῳ, gen. e dat. plur. τεων τεοισι (il pronome indefinito non ha accento, è enclitico, mentre l'interrogativo ha un accento proprio).

### Aspetti peculiari della morfologia verbale
Le terze plurali del medio in -νται,-ντο (dalla desinenza dell'indoeuropeo *-nto) sono spesso sostituite negli ottativi di tutti i tempi, nei perfetti e nei piucchepperfetti medii indicativi, da -αται -ατο, con vocalizzazione della sonante *n indoeuropea (cfr. in Omero κεχαροίατο, "gioirebbero", ott. medio dell'aoristo forte raddoppiato dalla radice di χαίρω).

### La situazione dell'aumento nei tempi passati dei verbi all'indicativo
Una caratteristica della coniugazione del verbo greco è l'aumento, una ε- che viene preposta alla radice verbale nell'indicativo dei tempi passati, imperfetto, aoristo, piuccheperfetto (aumento sillabico). Nei verbi che cominciano per vocale tale prefisso compare come allungamento della vocale iniziale (aumento temporale). Questo prefisso è di uso sistematico nel dialetto attico.
Lo ionico ha una situazione diversa.
Nei tempi passati dell'indicativo (imperfetto, aoristo e piucchepperfetto), lo ionico antico alla base del dialetto omerico tende infatti a trattare in modo flessibile l'aumento, che spesso viene tralasciato. Questa situazione tipica di Omero influenza anche la stragrande maggioranza degli autori successivi  che scrivono in ionico, data la canonicità del modello omerico.
Inoltre, nei verbi, lo ionico tende a moltiplicare l'uso del suffisso iterativo -σκ-: es. λάβεσκε, III persona sing. aoristo indicativo di λαμβάνω "prendere", che in attico ha ἔλαβε.

### Classi verbali
Lo ionico si distingue anche per un trattamento a sé delle classi verbali. Spesso, i verbi con infisso nasale nel presente lo conservano anche in tempi diversi da presente e imperfetto. Così λαμβάνω "prendo", aoristo passivo attico, ἐλήφθην, "fui preso", senza nasale μ, mentre in ionico si trova spesso ἐλάμφθην.

### Progressiva limitazione della declinazione atematica
Lo ionico tende a limitare i verbi atematici in μι, a vantaggio dei verbi tematici in ω. Così, al posto di δίδωμι, "dare", atematico, si trova spesso διδόω.

### Forme perifrastiche
Nei tempi derivati dal perfetto, specialmente nella forma media e passiva, lo ionico tende lievemente a preferire forme perifrastiche formate da εἰμί, "essere" + il participio perfetto concordato al soggetto (ad es. λελυμένος εἰμί, "sono libero", al posto di λέλυμαι), anche quando ciò non sia imposto da norme di eufonia, e in ciò prefigura la situazione del greco moderno.

### La cosiddetta metrica ionica
I versi greci come l'esametro, il trimetro giambico  e le strofe come il distico elegiaco sono definiti, per convenzione e tradizione, metri ionici. La caratteristica dei metri ionici è quella di poter sostituire una lunga con due brevi, e viceversa. I metri ionici, pertanto, non sono caratterizzati da isosillabismo. Essi costituiscono quasi certamente un'innovazione, rispetto ai metri eolici, che sono invece caratterizzati da isosillabismo e base (un gruppo di sillabe fisso, in genere due, talora una, nelle forme acefale), libera dal punto di vista delle quantità sillabiche. I metri eolici, che sono strutturalmente molto simili, dal punto di vista dei principi costitutivi, ai metri vedici e alla metrica dell'epica slava medievale, sono verosimilmente derivati da un modello indoeuropeo comune, caratterizzato da isosillabismo, attacco bi-quadrisillabico libero, clausola strettamente vincolata da norme metriche definite.
L'innovazione propria dei metri ionici, l'equivalenza di una lunga con due brevi, è uno sviluppo locale del greco, verosimilmente evolutosi in Asia Minore. Tale principio di equivalenza sillabica si estende, in età tarda, ai metri eolici.